# Проект «Аве Мария»
«Проект „Аве Мария“» (англ. Project Hail Mary) — научно-фантастический роман 2021 года, написанный Энди Вейером. Это третий роман писателя (предыдущие: «Марсианин», 2011 год, и «Артемида», 2017 год).
Действие романа происходит в ближайшем будущем, а технологический уровень землян в романе примерно соответствует уровню развития технологий на момент написания романа. Основное фантастическое допущение (одноклеточная форма жизни, способная накапливать большое количество энергии) пришло из неизданного романа «Жек» (2014—2016 годы).
Аудиоверсию книги озвучил Рэй Портер. Права на экранизацию романа были куплены Metro-Goldwyn-Mayer. Сценарий по роману написал Дрю Годдард, ранее адаптировавший «Марсианина». Фильм поставят Фил Лорд и Кристофер Миллер. Главную роль исполнит Райан Гослинг. Выход картины запланирован на 20 марта 2026 года.
Роман получил в основном положительные отклики критиков, был номинирован и получил ряд наград на различных литературных конкурсах. По итогам продаж роман присутствовал в ряде авторитетных рейтингов в числе бестселлеров.

## Сюжет

### Персонажи

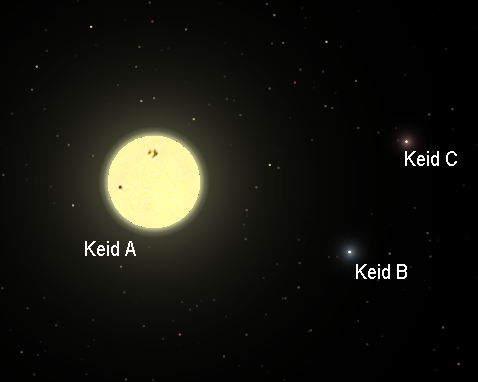
Звёздная система 40 Эридана

По мнению большинства критиков, в романе присутствует только три персонажа, прописанных достаточно глубоко и подробно. Остальные персонажи изображены схематично, виртуально и даже картонно.
- Райланд Грейс (англ. Ryland Grace) — главный герой романа, бывший молекулярный биолог, учитель естествознания в средней школе, которого Ева Стратт пригласила для изучения астрофага. Литературные критики и читатели часто сравнивали Грейса с Марком Уотни (главный герой первого романа Энди Вейера «Марсианин»). Райланд Грейс является своеобразным антиподом Марка Уотни: Уотни является высокомотивированным героем, который во время подготовки к полёту «победил 10 000 других кандидатов» и доказал, что он «лучший из лучших, абсолютно лучший в своей области»; Грейс ученый, из-за конфликта с научным миром ставший простым школьным учителем, но далеко не герой. Такой выбор главного персонажа был продуманным шагом: «Я хотел кого-то, кто был бы более обычным человеком», сказал Вейер в одном из интервью[3]. Райланд Грейс не склонен к конфликтам и любит оставаться в безопасной среде. Именно эта черта толкает его отказаться от научной карьеры, где научный конфликт является важным элементом развития науки. Он выбрал работу школьным учителем, где ученики смотрят на него снизу вверх, а их малый возраст позволяет избегать конфликтов. Райланд Грейс в определённый момент во всей полноте проявляет свою трусость[4].
- Рокки (англ. Rocky) — пришелец из системы 40 Эридана, планете которой угрожает астрофаг. Космический корабль Рокки встречает «Аве Мария» и работает вместе с Грейсом. Рокки является паукообразным разумным существом с твердым панцирем и ртутной кровью, которое дышит аммиаком и родом с планеты, где атмосферное давление в 29 раз превышает земное[5].
- Ева Стратт (англ. Eva Stratt) — руководитель исследовательской группы ООН, обладающая чрезвычайными полномочиями по изучению и противодействию астрофагу, руководитель проекта «Аве Мария». Прообраз Евы Стратт появился в отвергнутом проекте «Жек», в котором так же присутствовала важная героиня, имевшая скрытые полномочия[6]. Обозреватель Washington Independent Review of Books[англ.] Лоуренс Де Мария (англ. Lawrence De Maria) предположила, что при написании образа Евы Стратт автор имел в виду Сигурни Уивер[2].
- Яо Ли-Джи (англ. Yáo Li-Jie) — командир космического корабля (КК) «Аве Мария», умерший на пути к Тау Кита.
- Олеся Илюхина (англ. Olesya Ilyukhina) — российский космонавт, борт-инженер основного экипажа КК «Аве Мария», умершая на пути к Тау Кита.
- Доктор Локкен (англ. Dr. Lokken) — норвежская ученая, предложившая использовать искусственную силу тяжести на основе центробежной силы для КК «Аве Мария».
- Дмитрий Коморов (англ. Dimitri Komorov) — российский ученый, который разработал «двигатель вращения» (англ. spin drive): двигательную установку на основе астрофагов для КК «Аве Мария».
- Стив Хэтч (англ. Steve Hatch) — исследователь из Университета Британской Колумбии, разработчик зондов «Жук»[к 1], размещённых на борту КК «Аве Мария», и фанат группы The Beatles.
- Мартин Дюбуа (англ. Martin DuBois) — американский учёный, имеющий три докторские степени (по биологии, химии и физике) член основного экипажа миссии «Аве Мария», погибший на Земле из-за ошибки в ходе эксперимента с астрофагами.
- Доктор Энни Шапиро (англ. Dr. Annie Shapiro) — американская учёная, «самый талантливый специалист по слайсингу ДНК», член дублирующего экипажа миссии «Аве Мария», погибшая на Земле из-за ошибки в ходе эксперимента с астрофагами.
- Роберт (Боб) Ределл (англ. Robert Redell) — эксперт по солнечной энергии из Новой Зеландии, арестованный за хищение нескольких миллионов долларов и смерть семи технических специалистов, разработчик метода быстрого размножения астрофагов; игроман.
- Франсуа Леклерк (фр. François Leclerc) — французский климатолог, который помогает замедлить климатические изменения, вызванные снижением количества солнечной радиации, путём разработки метода выброса метана, заключенного в антарктических ледяных щитах, с помощью ядерного оружия.
- Астрофаги (англ. Astrophage) — микроорганизмы (аналог одноклеточных водорослей или плесени), живущие на поверхности звёзд и питающиеся электромагнитным излучением звезды. Астрофаги генерируют инфракрасное излучение на длине волны 25,984 микрометра (среднее инфракрасное излучение). Именно это излучение позволяет детектировать астрофагов в космическом пространстве. Идея астрофагов является переработкой идеи «чёрной материи», которую Энди Вейер взял из неизданного романа «Жек». В обоих случаях происходит накопление большого количества энергии за счёт поглощения электромагнитного излучения, что позволяет использовать их в качестве топлива для ракет[7].

### Фабула

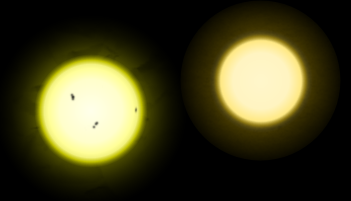
Сравнение Солнца (слева) и Тау Кита (справа) при взгляде с одинакового расстояния

Одной из важных особенностей романа является параллельное повествование: главный герой открывает для себя мир, окружающий его, и постепенно вспоминает события, которые привели его в систему Тау Кита.
Райланд Грейс просыпается на борту космического корабля. По мере возвращения памяти, он вспоминает как и почему он оказался на борту. Благодаря цепочке воспоминаний читатель узнаёт, что Земля стоит на грани глобальной катастрофы из-за снижения светимости Солнца. Оказывается, что на поверхности Солнца поселилась одноклеточная форма жизни, которая поглощает излучаемую энергию. Эта форма жизни получила название «астрофаг» — в переводе с греческого языка «поедатель звёзд». Одновременно оказывается, что все ближайшие к Солнечной системе звёзды снижают яркость, кроме Тау Кита. Земляне запускают межзвёздный корабль «Аве Мария», который должен достичь Тау Кита и выяснить, почему эта система избежала воздействия астрофага. Грейс оказывается на борту космического корабля против своей воли: редкая генетическая мутация делает его одним из землян, имеющих шансы пережить длительную медикаментозную кому. Несмотря на то, что у его товарищей по экипажу «Аве Марии» была такая же мутация, они погибают в полёте, и бывший учёный и школьный преподаватель естествознания оказывается единственным выжившим землянином.
Вскоре после выхода из комы и преодоления первых трудностей, связанных с осознанием своего положения (один на незнакомом космическом корабле, в присутствии трупов борт-инженера и командира корабля, в другой звёздной системе и тд), Райланд Грейс обнаруживает, что, кроме него, в системе Тау Кита есть ещё один межзвёздный корабль. Корабль чужаков значительно превосходит по размерам земной корабль, и его экипаж сразу пытается выйти на контакт. В ходе контакта Грейс выясняет, что встреченная им разумная форма жизни развивалась в условиях значительно отличающихся от земных: жители системы 40 Эридана (именно оттуда прилетел инопланетный корабль) представляют собой паукообразных существ с твердым панцирем и ртутной кровью, которые дышат аммиаком; на их родной планете атмосферное давление в 29 раз превышает земное, а сама атмосфера препятствует проникновению излучения 40 Эридана на поверхность планеты в оптическом диапазоне. Эти условия привели к развитию существ, для которых основным средством познания окружающей среды является звуковая локация. Уровень развития эридиан (такое название даёт Грейс инопланетянам) примерно соответствует уровню землян, но не является полностью симметричным. К примеру, у инопланетян отсутствуют компьютеры, они не владеют общей теорией относительности, но при этом превосходят землян в материаловедении. Эридианцы столкнулись с проблемой астрофагов и, придя к выводам, аналогичным земным, прислали свою экспедицию в окрестности Тау Кита.
На борту инопланетного космического корабля оказывается один единственный член экипажа — бортинженер Рокки (такое имя ему даёт Райланд Грейс). Остальной экипаж корабля эридиан погиб от воздействия космического излучения (космические лучи), о котором инопланетяне не знали. Рокки оказывается способным инженером, механиком и умельцем, что позволяет ему изготавливать из эридианских и земных материалов различные конструкции, механизмы и приспособления. Между землянином и эридианином возникает дружба, которая приводит к неожиданному финалу романа.
Роки довольно длительное время провёл в системе Тау Кита и его знания о системе помогают Райланду обнаружить планету, на которой происходит гибель астрофагов. Космонавтам удаётся получить образцы «таумёбы» — формы одноклеточной жизни, питающейся астрофагами. В ходе «охоты» за таумёбами сначала чуть не погибает «Аве Мария», затем Райланд Грейс, а в конце на пороге жизни оказывается Рокки. Результат приключений стоил всех опасностей: в руках исследователей оказываются микроорганизмы, которые находятся на более высоком трофическом уровне по отношению к астрофагам. Это открытие позволяет надеяться на спасение цивилизаций в Солнечной системе и системе 40 Эридана. Утечка таумёб и их попадание в топливные баки космического корабля приводит к критическому снижению количества астрофагов в топливных баках межзвёздных кораблей и в очередной раз судьба обеих цивилизаций оказывается в руках Райланда Грейса и Рокки. Однако в этот раз перед Райландом встаёт выбор: спасти себя и земную цивилизацию или друга и его родную планету. Райланд отправляет к Земле четыре "жука" - автоматических космических зонда с колониями таумёб и результатами исследований, а сам отправляется спасать Рокки.
Роман заканчивается тем, что Райланд Грейс возвращается к любимому делу: преподавание естественных наук в школе. Он преподаёт детям, которые имеют хороший слух и совершенно не видят окружающий мир. Однажды к Райланду приходит Рокки и сообщает, что светимость Солнца полностью восстановилась, значит зонды, отправленные к Земле, достигли своей цели и человечество спасено.

### Вселенная
Это первый роман Энди Вейера, в котором присутствует инопланетная жизнь. В соответствии с идеей романа разные формы жизни во вселенной имеют общее происхождение и, несмотря на значительные отличия, они связаны на уровне биологии. В книге представлены четыре формы: привычная жизнь на Земле, разумная форма в системе 40 Эридана, астрофаги, живущие на поверхности звёзд, и микроорганизмы охотящиеся на астрофагов.
Австрийский астроном Флориан Фрейстеттер отмечал, что в мире романа удачно смешаны биология и астрономия.
Вторая (после землян) разумная форма жизни, описанная Вейером, развилась на планете 40 Эридана A b (второе название HD 26965 b). Автор исходил из данных, которые были известны учёным на момент написания романа: это экзопланета предположительно массой в 8,47 масс Земли, а её период обращения вокруг звезды 40 Эридана A (оранжевого карлика) составляет 42,37 дня. Такая орбита приводит к тому, что 40 Эридана A b получает от своей звезды примерно в девять раз больше энергии, чем Земля от Солнца. Для того, чтобы в этих условиях вода, которая, по мысли автора, является основой всех форм жизни, не закипала, он предположил атмосферу с высокой плотностью и давлением. В этой атмосфере большое количество аммиака, который послужил основой дыхания живых организмов, населяющих эту планету. Высокая плотность и состав атмосферы привели к низкой оптической проницаемости, что, в свою очередь, привело к появлению разумных существ без зрения, но с высокоразвитым слухом и эхолокацией, заменяющей им зрение.
Технологический уровень землян в романе примерно соответствует уровню развития технологий на момент написания романа (2015—2019 годы). Общая политическая ситуация начала романа примерно соответствует реальной ситуации в 2015—2019 годах. В отличие от предыдущих романов во Вселенной «Проекта „Аве Мария“» более широко представлена мировая наука. В частности, присутствует российская космонавтика, учёные и инженеры, а сам роман начинается с открытия Ирины Петровой, российской учёной, работающей в Пулковской обсерватории.

## Создание и издание
После успеха «Марсианина», увидевшего свет в виде отдельной книги в 2011 году, и особенно после ошеломительного успеха экранизации «Марсианина» (семь номинаций премии «Оскар» 2016 года), Энди Вейер приступил к написанию нового романа, получившего название «Жек» (англ. Zhek). Предполагалось, что первый вариант романа появится к 1 августа 2015 года, в бумажном виде он будет издан до середины 2016 года. Несмотря на то, что объём написанного для «Жек» превысил 70 000 слов, Энди Вейер отказался от проекта в пользу «Артемиды»:
Я понял, ох, здесь есть проблема, эта история отстой.
Оригинальный текст (англ.)I realized, oh, there’s a problem here, this story sucks.
Однако научные и сюжетные наработки созданные при написании «Жек» были использованы в третьем романе Вейера. К примеру из «Жек» перекочевал образ безжалостного бюрократа, который готов пожертвовать несколькими людьми, чтобы спасти человечество. В новом романе была использована идея таинственного вещества, поглощающего энергию, идея топлива имеющего максимально возможный КПД преобразования массы в энергию. В «Жек» это было безжизненная субстанция, которая поглощала электромагнитное излучение и преобразовывала его в массу. Автор назвал его «чёрная материя». В «Проекте „Аве Мария“» мёртвая «чёрная материя» превратилась в «астрофага» — своеобразную водоросль, питающуюся энергией на поверхности звёзд и перемещающуюся от светила к светилу в межзвёздном пространстве. Таким образом значительный задел «Жек» был нанизан на новый сюжет: главный герой, просыпающийся в одиночестве на космическом корабле и постепенно разгадывающий тайну того, как и зачем он оказался в космосе. Саму проблему опасности даже незначительного снижения количества получаемой от Солнца энергии Энди Вейер упоминал во время выступления на New Books in Science Fiction в 2014 году.
Энди Вейер неоднократно высказывал своё негативное отношение к флешбэкам в литературе, но для «Проекта „Аве Мария“» он выбрал вариант повествования, в котором для читателя события разворачиваются параллельно в двух сюжетах, разделённых некоторым промежутком времени. Автор объяснил этот выбор тем, что в случае выбора линейного сюжета, книга потеряла бы интригу.
| Латинский текст | Русский текст |
| --- | --- |
| Áve, María, grátia pléna; Dóminus técum: benedícta tu in muliéribus, et benedíctus frúctus véntris túi, Iésus. Sáncta María, Máter Déi, óra pro nóbis peccatóribus nunc et in hóra mórtis nóstrae. Ámen. | Радуйся, Мария, благодати полная! Господь с Тобою; благословенна Ты между женами, и благословен плод чрева Твоего Иисус. Святая Мария, Матерь Божия, молись о нас, грешных, ныне и в час смерти нашей. Аминь. |

Название книги «Проект „Аве Мария“» (на английском языке Project Hail Mary) несёт несколько смыслов. С одной стороны это прямая отсылка к католической молитве к Деве Марии лат. Ave Maria (на английском языке Hail Mary). С другой стороны это прямой намёк на одну из редких комбинаций в американском футболе, называемую «Хейл Мэри» (англ. Hail Mary): пас последнего шанса, направленный на победу в ситуации, когда игра практически проиграна.
На вопрос Джеффа Спрая (англ. Jeff Spry, автор портала Space.com) «Как вы уравновешиваете сверхдетализированную науку для читателей-гиков и широкой аудитории, которая незнакома с глубоким техническими аспектами?» Энди Вейер ответил:
Это очень сложно сделать. Мне действительно нравится настоящая наука, и я полон энтузиазма и восхищен ею, и я хочу, чтобы читатель чувствовал то же самое. ... Я бы с удовольствием просто говорил о науке весь день, но читатель этого не хочет. Я вынужден использовать лишь крошечный процент всего того, что я нахожу.
Оригинальный текст (англ.)That's a tricky thing to do. I really like real science and I'm enthusiastic and excited by it and I want the reader to feel the same way. I'll end up with these plots where you have to know a certain amount of this science to understand the plot at all. I know I have to explain this much about the science to the reader and no more. I'd love to just talk about the science all day but the reader doesn't want that. When I'm doing my research I'll use just a tiny percent of all the stuff I find and the math I do.
В интервью англ. Lenny Picker (обозреватель еженедельника Publishers Weekly) Энди Вейер заметил, что для облегчения восприятия научных и технических подробностей, он использует традиционный юмор.
Энди Вейер закончил работать над книгой в январе 2019 года и был готов отдать её в печать, но пандемия COVID-19 внесла значительные помехи в цепочку книгоиздания и распространения, что заставило отложить официальный старт продаж более чем на год. На момент издания книги это была самая большая отсрочка издания книги Энди Вейера.

### Продажи
Права на публикацию печатной версии нового романа Энди Вейера в августе 2020 года приобрело издательство Ballantine Books. Интересы издательства представляла Джулиан Павиа (англ. Julian Pavia), а интересы Вейера его литературный агент Дэвид Фьюгейт из англ. LaunchBooks Literary Agency. Тогда же издательство англ. Del Ray объявило, что «Проект „Аве Мария“» поступит в продажу 4 мая 2021 года и представило обложку книги. О дате выхода книги в переводе на русский язык на тот момент не было известно. Новый роман Энди Вейера входил в число самых ожидаемых новинок фантастической литературы 2021 года. В рамках рекламной кампании Энди Вейер разработал патч миссии «Аве Мария», который был предоставлен первым четырёмстам зарегистрировавшимся участникам виртуального тура в поддержку книги. Среди мест, в которых проводились встречи с читателями, наряду с книжными магазинами, присутствовал Космический центр имени Линдона Джонсона в Хьюстоне, в котором находится центр подготовки астронавтов и центр управления полётами.
По итогам первой недели продаж в США было продано почти тридцать тысяч бумажных экземпляров «Проекта „Аве Мария“», что позволило книге занять третье место среди самых популярных книг недели в категории «Художественная литература для взрослых» и десятое в общем рейтинге продаж. Не отставали и продажи электронной версии книги. К примеру, роман несколько месяцев входил в число самых продаваемых книг сервиса Apple Books. При этом аудио-версия романа стартовала не так успешно: в первую неделю книга заняла только 18 место. По итогам 2021 года роман «Проект „Аве Мария“» вошёл в сотню лучших книг-бестселлеров США, заняв 33-ю строчку рейтинга.
| Период        | Позиция |
| ------------- | ------- |
| май 2021      | 1       |
| июнь 2021     | 1       |
| июль 2021     | 1       |
| август 2021   | 1       |
| сентябрь 2021 | 1       |
| октябрь 2021  | 8       |
| ноябрь 2021   | 2       |
| декабрь 2021  | 2       |
| январь 2022   | 2       |
| февраль 2022  | 4       |
| март 2022     | 6       |

| Период               | Позиция |
| -------------------- | ------- |
| 1 неделя (23 мая)    | 3       |
| 2 неделя (30 мая)    | 7       |
| 3 неделя (6 июня)    | 3       |
| 4 неделя (13 июня)   | 4       |
| 5 неделя (20 июня)   | 6       |
| 6 неделя (27 июня)   | 9       |
| 7 неделя (4 июля)    | 9       |
| 8 неделя (11 июля)   | 9       |
| 9 неделя (1 августа) | 14      |

| Период                | Позиция |
| --------------------- | ------- |
| 1 неделя (11 мая)     | 3       |
| 2 неделя (18 мая)     | 4       |
| 3 неделя (25 мая)     | 5       |
| 4 неделя (1 июня)     | 6       |
| 5 неделя (8 июня)     | 9       |
| 6 неделя (15 июня)    | 10      |
| 7 неделя (29 июня)    | 12      |
| 8 неделя (13 июля)    | 15      |
| 9 неделя (20 июля)    | 20      |
| 10 неделя (3 августа) | 20      |

### Аудиоверсия
Одновременно с выходом бумажной и электронной формы покупателям была представлена аудиоверсия романа: актёр Рэй Портер озвучил книгу, издателем стала студия Audible Studios. Несмотря на меньший коммерческий успех аудиоверсия романа получила главную награду 27-й ежегодной премии Audie Awards, организованной Audio Publishers Association, 2022 в номинации «Аудиокнига года».

### Переводы
Одновременно с выходом на английском языке роман поступил в продажу в переводах на иностранные языки. Перевод на русский язык (переводчик Ольга Акопян) поступил в продажу в январе 2022 года. Перевод на японский язык был номинирован на премию «Сэйун» в категории «Переводной роман», переводчик Казуко Онода (яп. 小野田　和子, англ. Kazuko Onoda), издательство «Хаякава» (яп. 早川書房, англ. Hayakawa Publishing).

## Критика и оценки
Это, возможно, самая оптимистичная книга о сравнительно недалёком будущем, что выходила за последние годы. Такой оптимизм и вера в человеческий разум перекрывают большинство недостатков романа.Артём Киселик, обозреватель журнала «Мир фантастики».
 Лаборатория Фантастики

 Goodreads

 LibraryThing
В целом роман получил высокие оценки как профессиональных критиков, так и простых читателей. К примеру, Билл Гейтс включил «Проект „Аве Мария“» в число пяти лучших книг, которые он прочитал в 2021 году. Барак Обама среди самых понравившихся в 2021 году книг, фильмов и песен указал «Проект „Аве Мария“».
Рейтинг сайта Goodreads составил 4.53 из 5 при общем количестве оценок 157 928. В результате роман «Проект „Аве Мария“» победил в номинации «Лучшая научная фантастика» премии Goodreads Choice Awards, набрав 92 831 голос из 281 584 проголосовавших.
«Проект „Аве Мария“» является представителем поджанра приключенческой литературы «космическая робинзонада» и в этом смысле продолжает традицию «Марсианина». С другой стороны, книга представляет собой один из вариантов производственного романа, действие которого разворачивается в космосе. Одновременно роман является космическим триллером, в котором главный герой должен совершить ряд открытий для спасения человечества от катастрофы. Главное отличие от традиционного триллера заключается в том, что для достижения цели главному герою нужна не физическая сила, а смекалка и научный подход. Рецензент Kirkus Reviews отмечает, что реальная сила книги опирается на множество потрясающих поворотов сюжета, непрекращающееся напряжение и необычайную динамику, и при этом сюжетная линия, основывается на твёрдые научные предположения. По мнению критиков, роман нужно оценивать по стандартам научной фантастики и учитывать научную составляющую, даже в ущерб литературной.
«Проект „Аве Мария“» требует, чтобы его оценивали по стандартам научной фантастики, и в нем соблюдаются законы физики до такой степени, что сопоставимые романы кажутся игрой в теннис без сетки.
Оригинальный текст (англ.)“Project Hail Mary” demands to be judged by the standards of hard science fiction, and it honors the laws of physics to an extent that makes comparable novels seem like playing tennis without a net.
Ландри Халан (англ. Landry Harlan), обозреватель The Boston Globe, пришёл к другому выводу: по его мнению, главной проблемой романа является то, что Энди Вейер ограничивает своё воображение рамками строгого научного подхода. Алекс Гуд (англ. Alex Good), приглашённый критик The Toronto Star, отмечает сильную образовательную направленность третьего романа Энди Вейера. Генри Лайон Олди обратил внимание на почти две сотни сносок, объясняющих термины или научные факты, что, по его мнению, слишком много.
Обозреватели «Известий» Николай Корнацкий и Сергей Уваров высоко оценили роман и поставили его в один ряд с «Марсианином»: «прочтение „Проекта…“ дарит то самое специфическое удовольствие, которым в свое время отличался „Марсианин“ в общем потоке фантастики». Кертис Эдмондс (The Book Report) отмечает, что важным отличием третьего романа Энди Вейера от первого стало изменение масштаба ответственности: Марк Уотни, главный герой «Марсианина» отвечает только за себя, а Райланд Грейс, главный герой «Проекта „Аве Мария“», несёт ответственность за целую цивилизацию. Кроме изменения масштаба ответственности, в «Проекте „Аве Мария“» появляется принципиально новый для произведений Энди Вейера герой: представитель инопланетной цивилизации.
Кертис Эдмондс (англ. Curtis Edmonds) в рецензии на роман отмечал, что в книге Энди Вейр проявляет свой тройной талант: он может поставить проблему, помочь своим героям решить проблему, и объяснить своим читателям все детали происходящего. По мнению известного американского исследователя научно-фантастической литературы Alec Nevala-Lee, одиночество главного героя позволяет избежать хаотичных человеческих проблем в пользу хорошо продуманной цепочки задач, которые сам персонаж сравнивает с видеоигрой. В свою очередь, Мэри Робинетт Коваль обращает внимание на ряд логических «дыр» в повествовании, которые возникают из-за надуманности сюжета. Известный американский программист Уильям Гейтс в своём отзыве на роман высказал мнение, что нет смысла сомневаться в правдоподобности деталей, когда вы читаете историю о гигантском космическом пауке.
По мнению Рэя Палена (англ. Ray Palen), обозреватель The Book Report, «роман выходит за рамки простой научной фантастики и очеловечивает её таким образом, что Роберт Хайнлайн, Айзек Азимов и Рэй Брэдбери могли бы очень гордиться им».
Рэй Пален отмечает концовку романа, которая «не только вполне удовлетворительная, но и одна из лучших, которые я когда-либо читал в этом жанре».
По мнению писателя и критика Брэндона Сандерсона Райланд Грейс, главный герой романа, представлен более интересным и сложным персонажем, чем главный герой «Марсианина». Кертис Эдмондс обратил внимание на то, что персонажи второго плана «однотонны, иногда до боли». По мнению Генри Лайона Олди характеры и психология героев представлены «широкими яркими мазками — но без особой глубины». Ричард Эстеп (англ. Richard Estep) в рецензии для портала Den of Geek высказал мнение, что самым сильным персонажем в романе является инопланетянин Рокки.
Многие критики подчёркивали важную роль юмора в «Проекте „Аве Мария“». При этом Мэри Робинетт Коваль в рецензии, опубликованной в «Вашингтон пост», отмечала, что некоторые эпизоды написаны так, словно они нужны только для демонстрации этого юмора.
Критики отмечали излишнее тяготение к поп-культуре поколения X, которая плохо воспринимается в 2021 году, и, скорее всего, не будет уместной в ближайшем будущем, в котором разворачивается действие романа.
Некоторые критики и читатели нашли в романе отклик событий, развернувшихся в мире на фоне пандемии COVID-19: свирепствующая эпидемия, вынужденная изоляция, глобальные усилия ученых по разработке новых технологий спасения жизней. Энди Вейер отмёл все аналогии, подчеркнув, что черновик романа был передан в издательство за несколько месяцев до вспышки COVID-19 в США. При этом он сказал, что возникшие параллели встревожили его.
Среди позитивных откликов были случаи жёсткой критики. К примеру Мэри Робинетт Коваль отметила незначительную роль женщин в романе и упрекнула Энди Вейера в сексизме за вложенные в уста единственной значимой героини Евы Стратт слова «Мои принципы заключались в том, что все кандидаты должны быть гетеросексуальными мужчинами» (англ. "My guidelines were that all candidates must be heterosexual men").
Крис Гонзалес (англ. Chris Gonzales), обозреватель сайта Tools & Toys, отметил чрезмерную насыщенность повествования наукой, которую он сформулировал в высказывании: «главному герою приходится с помощью научных методов отжимать дерьмо из одной загадки за другой». Артём Киселик в своей рецензии для журнала «Мир фантастики» критически оценил процесс установления контакта с инопланетянином и факт объединения земных государств для спасения земной цивилизации (критик использовал такие выражения, как «скорбное недоумение», «патологические оптимисты»). Лоуренс Де Мария укоряет автора чрезмерной затянутостью и корявостью текста.
Аудиоверсия романа, вышедшая на английском языке одновременно с бумажной версией, также получила позитивные отзывы критиков. Обозреватель Elitist Book Reviews рекомендовала именно аудиоверсию, так как некоторые аспекты общения двух основных героев лучше всего проявляются не на бумаге, а в звуке. Рэй Портер хорошо передал особенности всех героев книги, что должно понравиться и взрослым, и подросткам.

## Награды и номинации
2021 год
- лауреат премии «Дракон»[англ.] в номинации «Научно-фантастический роман»[84].
- лауреат премии Goodreads Choice Awards в номинации «Лучшая научная фантастика»[70].

2022 год
- лауреат премии Audie Awards[англ.] в номинации «Аудиокнига года»[59]
- номинант премии «Список рекомендованного чтения от Американской библиотечной ассоциации» в номинации «Научная фантастика»[85].
- номинант премии «Хьюго» в категории «Лучший роман»[86].
- лауреат премии «Сэйун» в категории «Переводной роман», переводчик Кадзуко Онода (яп. 小野田　和子, англ. Kazuko Onoda), издательство «Хаякава» (яп. 早川書房, англ. Hayakawa Publishing)[63].

## Экранизация
В марте 2020 года стало известно, что компания Metro-Goldwyn-Mayer ведёт переговоры о приобретении прав на экранизацию романа. В качестве продюсеров будущего кинопроекта должны были выступить Ken Kao, Энди Вейер и Райан Гослинг. При этом Райн Гослинг должен был сыграть роль Райланда Грейса — главного героя романа. В качестве посредника в оформлении сделки выступало Creative Artists Agency, а сторону издательства представлял Дэвид Фьюгейт (англ. David Fugate). Важную роль в приобретении прав сыграл председатель MGM Motion Picture Group Майкл Де Лука. Общая стоимость контракта составила 3 миллиона долларов, хотя на момент покупки у книги было только рабочее название «Аве Мария». Позже стало известно, что MGM пригласила Фила Лорда и Кристофера Миллера — Райн Гослинг, начав читать рукопись, сразу понял, что это произведение должны экранизировать эти режиссёры и он приложил максимум усилий, что бы убедить в этом руководство студии. Позже к проекту присоединились Эми Паскаль и Адитья Суд (англ. Aditya Sood). Майкл Де Лука и президент MGM Памела Абди (англ. Pamela Abdy) высоко оценили сложившуюся команду:
Все мы в MGM были в невероятном восторге от этой, в самом деле, «команды мечты», собравшейся вокруг блистательного романа Энди. Фил и Крис, с их способностью мастерски уравновесить драму, экшен и юмор, — идеальные кинематографисты для этого уникального материала, и мы страшно рады, что вместе с Райаном, Кеном, Энди, Эми и Адитьей им предстоит принести этот фильм на киноэкраны всего мира.
Оригинальный текст (англ.)All of us at MGM are incredibly excited by this literal dream team coming together around Andy’s astounding novel. With their masterful ability to balance drama, action, and humor, Phil and Chris are the perfect filmmakers to take on this unique material and we are thrilled to have them partner with Ryan, Ken, Andy, Amy and Aditya to bring this movie to life for big screens everywhere.
В интервью, данном в начале мая 2021 года, Энди Вейер сказал, что не знает о начале работы над сценарием, но готов помочь с уточнением научных и технических деталей. Также он отметил, что является продюсером кинопроекта, и что кроме финансовой выгоды, это даёт возможность влиять на процесс съёмок фильма. В марте 2022 года, после того как Amazon купила компанию Metro-Goldwyn-Mayer, влиятельный американский еженедельник Variety высказал сомнение в успехе экранизации «Проекта „Аве Мария“», связав это с возможным уходом Майкла Де Лука из Metro-Goldwyn-Mayer.